# Virginia Christine

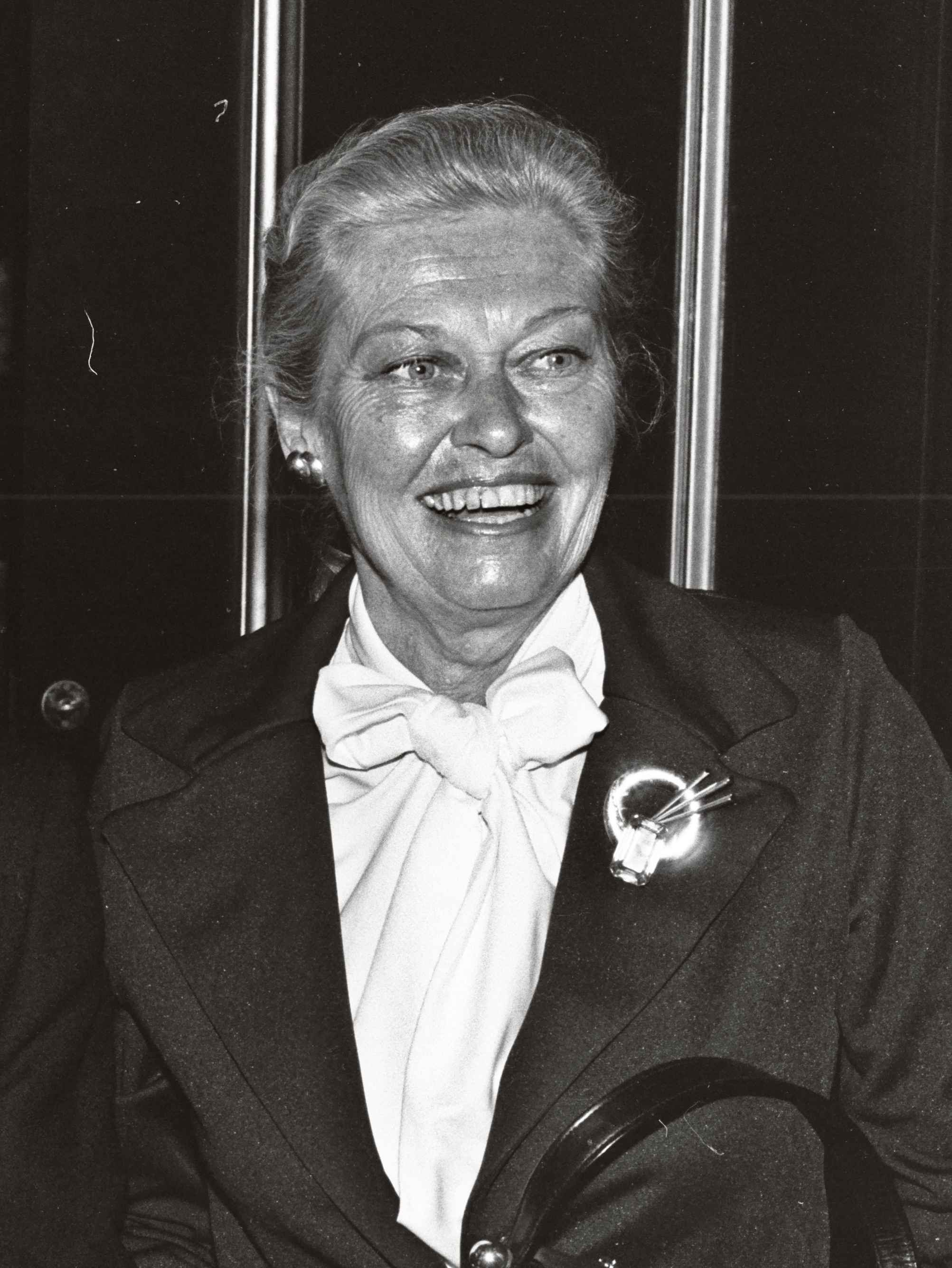
Virginia Christine, 1979

Virginia Christine (eigentlich Virginia Christine Kraft; * 5. März 1920 in Stanton, Iowa; † 24. Juli 1996 in Los Angeles, Kalifornien) war eine US-amerikanische Filmschauspielerin.

## Leben
Virginia Christine studierte Tanz unter der Choreografin Maria Bekefi in New York City und war nebenbei eine ausgebildete Pianistin und Sopranistin. Durch ihren Ehemann (1940), den deutschstämmigen Schauspieler Fritz Feld (1900–1993), kam sie zum Film. Nachhaltige Berühmtheit erlangte Virginia Christine in den 1960er und 1970er Jahren als Werbefigur für den Konzern Folgers mit ihrer „Mrs. Olson-Kampagne“, sie gilt als eine der erfolgreichsten Figuren der amerikanischen Fernsehwerbungs-Geschichte.
Virginia Christine starb 1996 in ihrem Haus in Los Angeles an Herzversagen und wurde neben ihrem Gatten bestattet.

## Filmografie (Auswahl)
- 1943: Women at War (Kurzfilm)
- 1946: The Mysterious Mr. Valentine
- 1946: Die Gräfin von Monte Christo (The Wife of Monte Cristo)
- 1946: Rächer der Unterwelt (The Killers)
- 1952: Zwölf Uhr mittags (High Noon)
- 1952: Ein Baby kommt selten allein (The First Time)
- 1955: … und nicht als ein Fremder (Not as a Stranger)
- 1955: Blutige Hände (The Killer Is Loose)
- 1956: Die Dämonischen (Invasion of the Body Snatchers)
- 1956: Die unsichtbare Front (Three Brave Men)
- 1956: Im Dunkel der Nacht (Nightmare)
- 1961: Urteil von Nürnberg (Judgment at Nuremberg)
- 1963: Vier für Texas (4 for Texas)
- 1963: Stärker als der Haß (One Man’s Way)
- 1965: Nymphomania (A Rage to Live)
- 1966: Billy the Kid vs. Dracula
- 1967: Rat mal, wer zum Essen kommt (Guess Who’s Coming to Dinner)
- 1968/1970: Daniel Boone (Fernsehserie, zwei Folgen)
- 1969: Hail, Hero!
- 1970: Tod eines Bürgers (The Old Man Who Cried Wolf)
- 1983: Races